# Morpho vitrea
Morpho vitrea är en fjärilsart som beskrevs av Butler 1866. Morpho vitrea ingår i släktet Morpho och familjen praktfjärilar. Inga underarter finns listade i Catalogue of Life.